# Тавареш, Жаир
Жаир Вейга Виейра Тавареш (порт. Jair Veiga Vieira Tavares; род. 13 февраля 2001, Лиссабон) — португальский футболист, нападающий клуба «Хиберниан».

## Клубная карьера
Тавареш — воспитанник клуба столичного «Бенфика». 13 сентября 2020 года в матче против «Вилафранкенсе» он дебютировал в Сегунда лиге в составе дублёров. Летом того же году Тавареш перешёл в шотландский «Хиберниан». 30 июля в матче против «Сент-Джонстона» он дебютировал в шоштландской Премьер-лиге. 31 октября в поединке против «Росс Каунти» Жаир забил свой первый гол за «Хиберниан». 

## Международная карьера
В 2018 году в составе юношеской сборной Португалии до 17 лет Тавареш принял участие в юношеском чемпионате Европы в Англии. На турнире он сыграл в матчах против сборных Норвегии и Словении.